# Кеннеді Тауншип (округ Аллегені, Пенсільванія)
Кеннеді Тауншип (англ. Kennedy Township) — селище (англ. township) в США, в окрузі Аллегені штату Пенсільванія. Населення — 8701 особа (2020).

## Демографія
Згідно з переписом 2010 року, у селищі мешкали 7672 особи в 3295 домогосподарствах у складі 2198 родин. Було 3458 помешкань
Расовий склад населення:
| - 96,9 % — білих - 1,3 % — чорних або афроамериканців - 0,8 % — азіатів - 0,1 % — корінних американців |

До двох чи більше рас належало 0,8 %. Частка іспаномовних становила 0,6 % від усіх жителів.
За віковим діапазоном населення розподілялося таким чином: 17,8 % — особи молодші 18 років, 60,6 % — особи у віці 18—64 років, 21,6 % — особи у віці 65 років та старші. Медіана віку мешканця становила 47,8 року. На 100 осіб жіночої статі у селищі припадало 91,5 чоловіків;  на 100 жінок у віці від 18 років та старших — 87,6 чоловіків також старших 18 років.
Середній дохід на одне домашнє господарство  становив 77 484 долари США (медіана — 65 262), а середній дохід на одну сім'ю — 84 599 доларів (медіана — 73 233). Медіана доходів становила 56 373 долари для чоловіків та 40 441 долар для жінок. За межею бідності перебувало 5,9 % осіб, у тому числі 5,7 % дітей у віці до 18 років та 3,8 % осіб у віці 65 років та старших.
Цивільне працевлаштоване населення становило 4093 особи. Основні галузі зайнятості: освіта, охорона здоров'я та соціальна допомога — 25,0 %, роздрібна торгівля — 10,8 %, фінанси, страхування та нерухомість — 9,8 %, науковці, спеціалісти, менеджери — 8,9 %.